# 札幌市公文書館
札幌市公文書館（さっぽろしこうぶんしょかん）は、北海道札幌市中央区南8条西2丁目に所在する歴史資料館。札幌市政に関する重要な公文書を保管・公開している。札幌市文化資料室を前身とする。
札幌市政で非現用となった重要な公文書（特定重要公文書）を、保管・公開する施設として開設された。公文書の他には歴史的資料物（行政資料・図書・写真・地図・絵葉書・新聞スクラップ・私文書等）が所蔵されている。郷土史相談室を設け、札幌の歴史に関する相談にも応じている。

## 沿革
- 1976年 - 教育委員会に文化資料室設置。さっぽろ文庫、新札幌市史の刊行。
- 2000年 - 第4次長期総合計画・第1次5年計画(平成12~16年度)に「歴史的公文書等の保存・活用に関する基礎調査」が盛り込まれる。
- 2003年 - 「札幌市及び市民が所有する図書・資料等の収集と保管・公開を行う機能(施設)の整備に関する陳情」が市議会で採択。
- 2004年 - 「歴史的公文書等の保存・活用に関する基礎調査結果報告書」作成。歴史的公文書等収集保存事業開始。
- 2006年4月 - 歴史資料物を札幌市資料館より移設。旧・札幌市立豊水小学校に札幌市文化資料室として開設[2]。
- 2009年11月 - 札幌市公文書館基本構構想を策定。
- 2011年6月 - 札幌市公文書館整備計画を策定。
- 2012年6月 - 札幌市公文書管理条例を制定。
- 2013年
  - 3月 - 札幌市公文書館条例を制定。
  - 7月 - 札幌市公文書館を開館。
- 2020年 -札幌市公文書館のSNS公式アカウントを開設。
- 2024年2月16日 - 公文書館ロゴマークを制定

## 施設
- 営業時間：8:45 - 17:15
- 休館日：日・月曜日・祝日・12月29日-1月3日
- 入場料：無料

豊水まちづくりセンター（豊水会館）を併設。

## 旧・豊水小学校

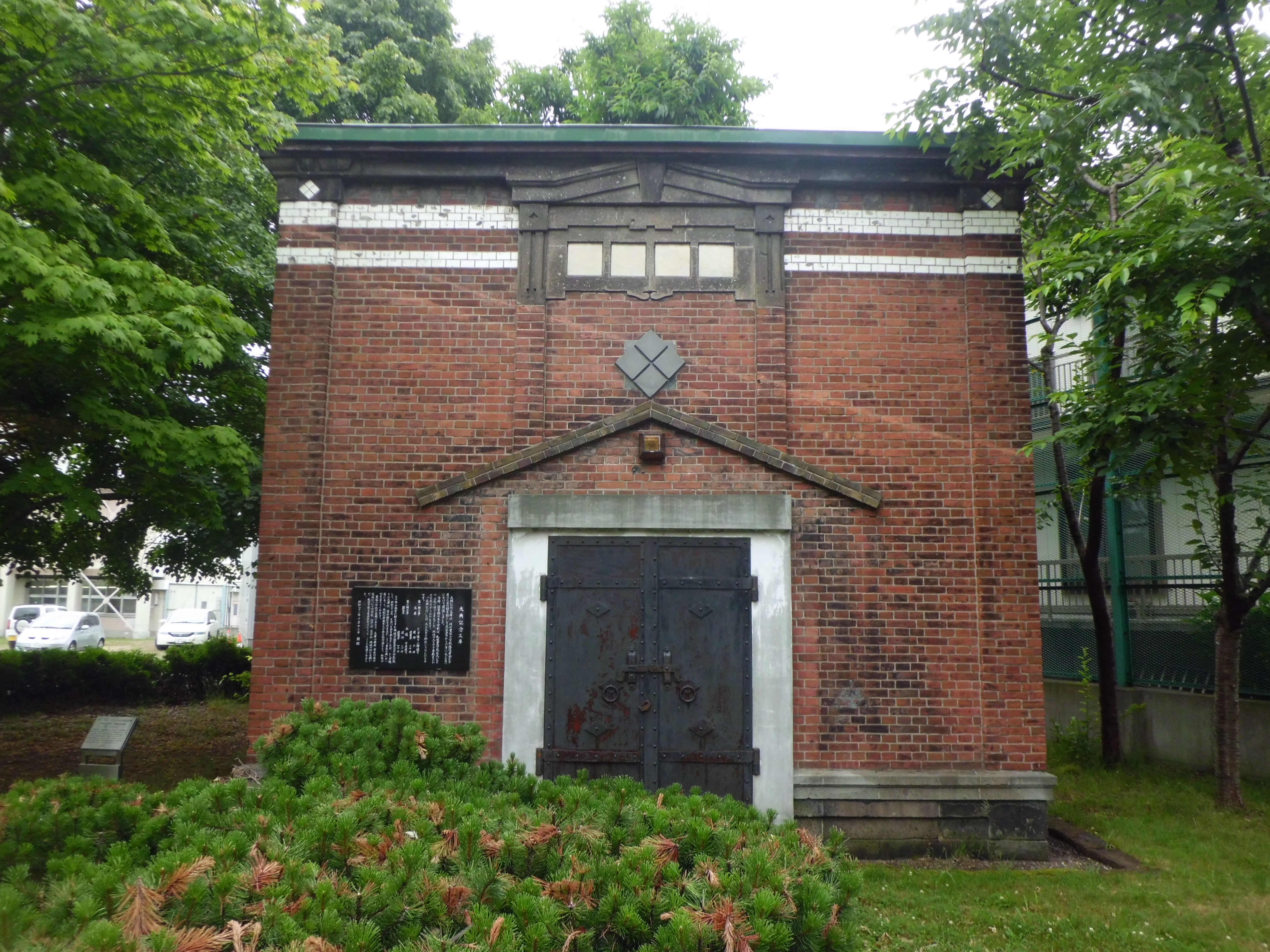
大典記念文庫

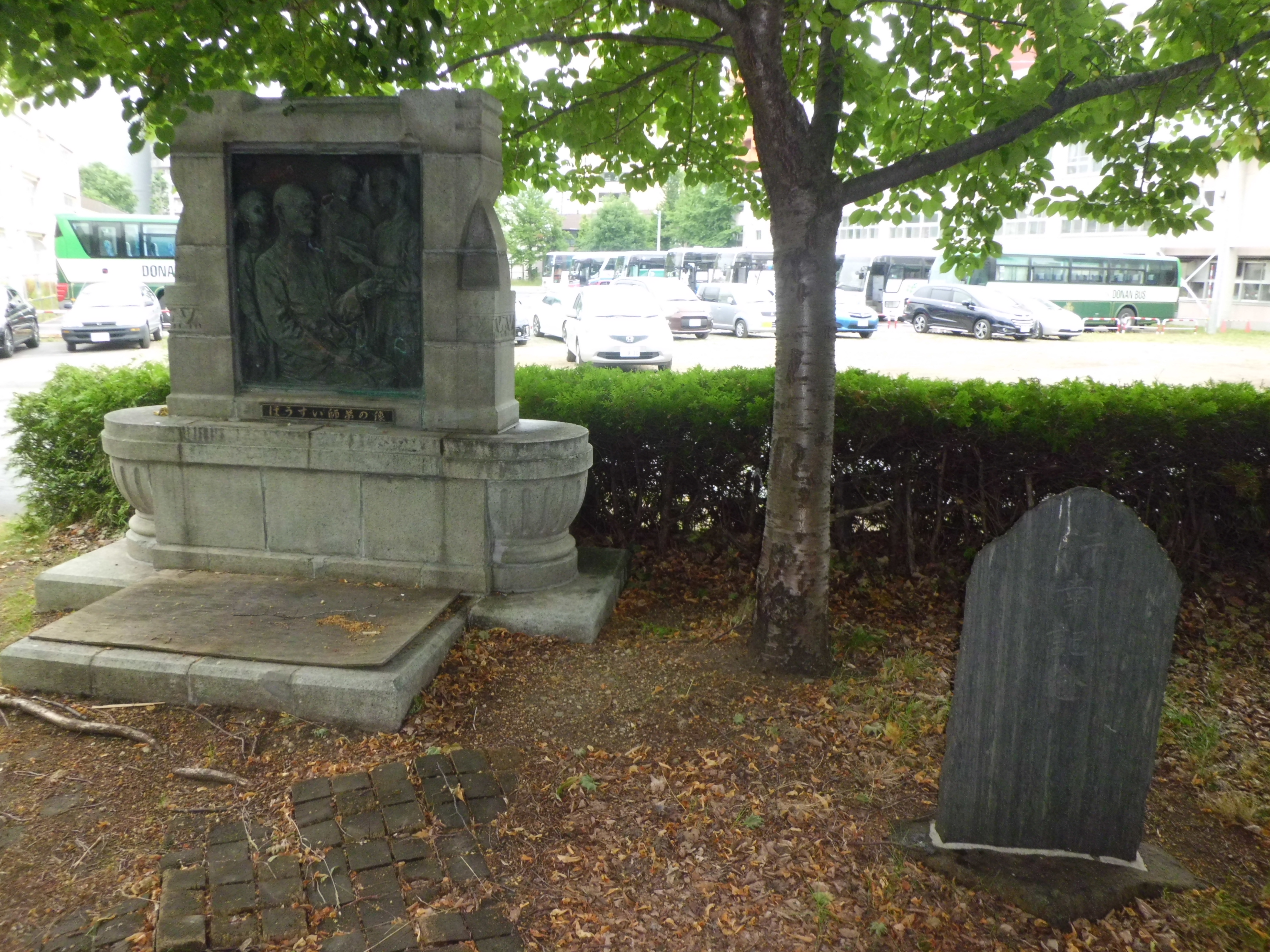
ほうすい師弟の像

札幌市立豊水小学校（さっぽろしりつ ほうすいしょうがっこう）は、かつて北海道札幌市中央区南8条西2丁目に存在した公立小学校である。札幌市公文書館は、廃校後の本校の校舎を利用している。
第二次世界大戦前は各種スポーツが盛んな小学校としてで知られ、戦前の北海タイムス社主催の「全道（樺太）少年野球大会」では、第2・4・6回大会で優勝している。
児童数は戦前から比較的多かったが、戦後も札幌市の人口急増に伴って増え続け、1951年（昭和26年）に一部の児童が新設の札幌市立曙小学校に移籍した。その後は1955年（昭和30年）の2351人（40学級）をピークに減少に転じたが、特に市内中心部のドーナツ化現象が進んだ1960年代の激減は甚だしく、1969年（昭和44年）にはピーク時の約4分の1の634人まで減少した。以後は一学年約50～80人台で推移したが、ドーナツ化現象に少子化も加わった1990年代以降は再び児童数の減少が進み、2000年代に入ると一学年約20人前後に落ち込んだこともあり、2004年（平成16年）に札幌市立資生館小学校へ統合されて廃校した。

### 沿革（豊水小学校）
- 1882年（明治15年）6月20日 - 藻岩学校第一分校が開校[7]。校舎は南1条西2丁目の豊振夜学校に間借りしていた[7]。
- 1884年（明治17年）12月27日 - 藻岩学校第一分校を廃止し、新たな学校を設置する認可が下りる[8]。
  - その後直ちに豊水学校を設立、南2条東2丁目に仮校舎を置く（推定）[9]。
- 1885年（明治18年）2月10日 - 南5条東2丁目の本校舎に移転し、開校式を挙行[5][10]。
- 1886年（明治19年）4月1日 - 創成小学校第二分校となる[11]。
- 1893年（明治26年）4月1日 - 豊水小学校となる[12]。
- 1895年（明治28年）4月1日 - 豊水尋常小学校となる[13]。
- 1900年（明治33年）11月24日 - 南8条西2丁目に新校舎落成、移転[5][14]。この日を開校記念日とする[15]。
- 1907年（明治40年）4月1日 - 豊水尋常高等小学校となる[16]。
- 1931年（昭和6年）4月1日 - 豊水尋常小学校となる[17]。
- 1941年（昭和16年）4月1日 - 豊水国民学校となる[18]。
- 1947年（昭和22年）4月1日 - 豊水小学校となる[18]。
- 1985年（昭和60年）11月24日 - 開校百周年記念式典を挙行[19][20]。
- 2004年（平成16年）2月27日 - 札幌市立資生館小学校へ統合され廃校[5][6]。

### 豊水の庭
札幌市公文書館の敷地内には、旧・豊水小学校の施設を保存する「豊水の庭」がある。
大典記念文庫
1916年（大正5年）、大正天皇の即位を記念して設立された文庫。「さっぽろ・ふるさと文化百選」のNo. 008に選定されている。
ほうすい師弟の像
1940年（昭和15年）11月に建立されたレリーフ。1908年（明治41年）2月から33年にわたって勤務し、校長も務めた山口初太郎の功績を顕彰したもの。戦時中、金属部品の材料として供出されたが、1950年（昭和25年）に再建された。